# Elysium (film)
Elysium (2013) este un film SF de acțiune regizat de Neill Blomkamp (care este și producătorul filmului alături de Bill Block și Simon Kinberg). În rolurile principale joacă actorii Matt Damon ca Max Da Costa și Jodie Foster ca Secretarul Apărării Jessica Delacourt. A fost lansat la 9 august 2013 în cinematografele convenționale dar și în cele IMAX Digital. Elysium este o coproducție a studiourilor Media Rights Capital și TriStar Pictures.

## Prezentare
Povestea filmului are loc atât pe un Pământ răvășit de suprapopulație și poluare cât și într-o luxoasă stație spațială numită Elysium locuită doar de cei bogați, singurii care sunt considerați cetățeni. Pelicula explorează teme politice și sociologice, cum ar fi problemele legate de imigrație, de îngrijire a sănătății și de stratificare a societății.

## Distribuție
- Matt Damon ca Max Da Costa
  - Maxwell Perry Cotton ca tânărul Max
- Jodie Foster ca Secretarul Apărării Jessica Delacourt
- Sharlto Copley ca Agent C.M. Kruger
- Alice Braga ca Frey Santiago
  - Valentina Giros ca tânărul Frey
- Diego Luna ca Julio
- Wagner Moura ca Spider
- William Fichtner ca John Carlyle
- Brandon Auret ca Drake
- Josh Blacker ca Crowe
- Emma Tremblay ca Matilda Santiago
- Jose Pablo Cantillo ca Sandro
- Faran Tahir ca Președintele Patel
- Adrian Holmes ca Manuel
- Jared Keeso ca Rico
- Carly Pope ca agent CCB
- Ona Grauer ca agent CCB

## Producție
Filmul a avut un buget de 115 milioane de dolari americani.
Elysium a fost scris și regizat de Neill Blomkamp, regizorul și co-scenaristul filmului District 9 (2009). La producția filmului Elysium s-a refăcut o parte a echipei lui  Blomkamp de la District 9, cum ar fi editorul Julian Clarke, designerul de producție Philip Ivey, directorul de imagine Trent Opaloch și actorul Sharlto Copley jucând unul din personajele negative ale filmului.